# Пряхина, Светлана Анатольевна
Светлана Анатольевна Пряхина (род. 29 июля 1970, Волгоград) — советская и российская гандболистка. Заслуженный мастер спорта СССР (1990).

## Биография
Чемпионка мира в составе женской сборной СССР по гандболу (Южная Корея, Сеул, 1990). Бронзовый призёр на XXV Олимпийских играх в Барселоне-92.
Двукратный обладатель Кубка Кубков ЕГФ в составе краснодарской «Кубани».
Финалист розыгрыша Кубка чемпионов (1990). Полуфиналист Кубка ЕГФ (1991, 1992). Полуфиналист Кубка городов (1996).
Двукратная чемпионка СССР (1989, 1992). Двукратный серебряный призёр чемпионата СССР (1987, 1988). Двукратный бронзовый призёр чемпионата СССР (1990, 1991). Четырёхкратный серебряный призёр чемпионата России (1997, 1998, 1999, 2000).
Многолетний капитан команды «Кубань».